# 叶萼龙胆
叶萼龙胆（学名：Gentiana phyllocalyx）是龙胆科龙胆属的植物。分布于灌丛、石砾山坡、山坡草地、岩石上以及中国大陆的云南、西藏等地，生长于海拔3,000米至5,200米的地区，多生于山坡石地草甸、山坡草甸和溪边，目前尚未由人工引种栽培。